# Драгичешти (Прахова)
Драгичешти (рум. Drăghicești) насеље је у Румунији у округу Прахова у општини Косминеле. Oпштина се налази на надморској висини од 423 m.

## Становништво
Према подацима из 2002. године у насељу је живело 8 становника, од којих су сви румунске националности.